# Yoshiakioclytus
Yoshiakioclytus is een kevergeslacht uit de familie van de boktorren (Cerambycidae). De wetenschappelijke naam van het geslacht werd voor het eerst geldig gepubliceerd in 2007 door Niisato.

## Soorten
Yoshiakioclytus is monotypisch en omvat slechts de volgende soort:
- Yoshiakioclytus taiwanus (Chang, 1960)